# Президентские выборы в Румынии (2014)
Президентские выборы в Румынии прошли 2 (первый тур) и 16 ноября (второй тур).
В президентскую гонку вступило 14 кандидатов, что стало наибольшим числом с выборов 1996 года. По основным опросам, наибольшие шансы на прохождение во второй тур были у нынешнего премьер-министра Виктора Понты от Социал-демократической партии и мэра Сибиу Клауса Йоханниса от Либерального христианского альянса. Йоханнис принадлежит к немецкому меньшинству страны и является активным сторонником сохранения членства Румынии в Европейском союзе, призывая к «хорошей работе для Румынии». Его избирательная кампания была сосредоточена на обвинениях социал-демократических губернаторов, которых он называл «баронами», в экономических и политических проблемах страны.
Виктор Понта является премьер-министром Румынии с 2012 года и был сильно раскритикован оппозицией за спорные поправки в Уголовный кодекс, разрешающими сменить партию, не теряя своих мандатов, а также за «Указ 45», характеризующийся ими как «попытка массовой фальсификации выборов». Румынское правительство подвергается критике и на международном уровне. Помощник госсекретаря США Виктория Нуланд назвала то, что происходит в определённых странах Центральной и Юго-Восточной Европы, «раком демократического регресса и коррупции», процветающего с помощью политиков, которые «защищают коррумпированных должностных лиц от уголовного преследования и обходят парламент так часто, как это им нужно».
Избирательная кампания с 3 октября по 1 ноября была омрачена несколькими коррупционными скандалами (Microsoftgate, EADS и проч.), в которые были вовлечены ключевые фигуры социал-демократов, но также и кандидат от Партии народного движения Елена Удреа. Кроме того, уходящий президент Траян Бэсеску обвинил Виктора Понту в шпионской деятельности, что в соответствии с румынским законодательством, несовместимо с государственным постом.
Во втором туре голосования 16 ноября победил Клаус Йоханнис.

## Контекст

### Законодательство
Согласно статье 83 Конституции Румынии, «срок полномочий президента Румынии составляет пять лет». Так как последние президентские выборы состоялись в 2009 году и Траян Басеску был приведен к присяге на второй срок 21 декабря 2009 года, то он не имел права снова выдвигать свою кандидатуру, и выборы было решено провести в 2014 году, за 45 дней до окончания мандата нынешнего президента, чтобы новый сразу мог приступить к исполнению обязанностей.

### Ситуация в политике и экономике
Румыния вступив в Европейский союз в 2007 году, осталась одной из беднейших и наиболее коррумпированных стран Европы, а независимость судебной системы находится под сомнением. По опросу Румынского института по оценке и стратегии, лидера, подобного свергнутому в 1989 году Николае Чаушеску на президентских выборах готовы были бы поддержать свыше 40 % респондентов, в то время как деятельность нынешнего президента Бэсеску не одобряет более 80 % опрошенных. Основой экономики Румынии является сельское хозяйство и промышленность с устаревшей материально-технической базой. В 2012 году рост ВВП составил 0,4 %, в 2013 году — 3,5 %, а за три первых месяца 2014 года — 3,9 % с прогнозом на следующие месяцы до 3,0 %. В то же время, государственный долг составляет 38,6 % от ВВП. Общий уровень безработицы находится на уровне 7,3 %, а в среде молодежи в возрасте 15-24 лет — 22,7 %. Количество населения, живущего ниже черты бедности доходит до 22,2 %.

### Распределение дат
- 5 сентября: Верховный суд объявил состав Центрального избирательного бюро, состоящего из судей Верховного суда кассаций и юстиции, назначенных по жребию представителями Постоянного избирательного органа и политических партий[17]. Президентом Бюро была избрана судья Вероника Нэстесе[18].
- 23 сентября: Последний день для представления кандидатур.
- 24 сентября: Центральное избирательное бюро зарегистрировало 14 кандидатур, представленных до 23 сентября[19].
- 3 октября — 1 ноября: Избирательная кампания[20]
- 2 ноября: Первый тур президентских выборов[17]
- 6 ноября: Проверка и публикация результатов выборов в Официальном вестнике[21]
- 7 — 15 ноября: Избирательная кампания.
- 16 ноября: Второй тур президентских выборов.
- 21 ноября: Проверка и публикация результатов выборов в Официальном вестнике[21].

### Кандидаты
23 сентября 2014 года Центральным избирательным бюро было зарегистрировано четырнадцать кандидатов, собравших по крайней мере, 200 тысяч подписей граждан Румынии.
Эти выборы стали первыми по числу кандидатов с 1996 года, когда на пост президента было выдвинуто 12 человек. В 2000, 2004 и 2009 годах, число кандидатов было таким же — по 12 кандидатов.
| Кандидаты              | Дата подачи      | Дата регистрации | Коалиция                        | Партия                                                   |
| ---------------------- | ---------------- | ---------------- | ------------------------------- | -------------------------------------------------------- |
| Виктор Понта           | 12 сентября 2014 | 18 сентября 2014 | СДП-НСПР-КП                     | Социал-демократическая партия                            |
| Виктор Понта           | 12 сентября 2014 | 18 сентября 2014 | СДП-НСПР-КП                     | Национальный союз за прогресс Румынии                    |
| Виктор Понта           | 12 сентября 2014 | 18 сентября 2014 | СДП-НСПР-КП                     | Консервативная партия                                    |
| Клаус Йоханнис         | 11 августа 2014  | 22 сентября 2014 | Либеральный христианский альянс | Национальная либеральная партия                          |
| Клаус Йоханнис         | 11 августа 2014  | 22 сентября 2014 | Либеральный христианский альянс | Демократическая либеральная партия                       |
| Клаус Йоханнис         | 11 августа 2014  | 22 сентября 2014 | Либеральный христианский альянс | Гражданские силы                                         |
| Моника Маковей         | 5 августа 2014   | 22 сентября 2014 | нет                             | нет                                                      |
| Хунор Келемен          | 17 июля 2014     | 24 сентября 2014 | нет                             | Демократический союз венгров Румынии                     |
| Елена Удря             | 19 августа 2014  | 24 сентября 2014 | ПНД-ХДНЦП                       | Партия Народного движения                                |
| Елена Удря             | 19 августа 2014  | 24 сентября 2014 | ПНД-ХДНЦП                       | Христианско-демократическая национал-цэрэнистская партия |
| Кэлин Попеску-Тэричану | 23 июля 2014     | 24 сентября 2014 | нет                             | нет1                                                     |
| Виллиам Бринза         | 23 сентября 2014 | 24 сентября 2014 | нет                             | Экологическая партия                                     |
| Константин Ротару      | 23 сентября 2014 | 24 сентября 2014 | нет                             | Партия социалистической альтернативы                     |
| Корнелиу Вадим Тудор   | 23 сентября 2014 | 24 сентября 2014 | нет                             | Великая Румыния                                          |
| Дан Дьаконеску         | 12 октября 2013  | 24 сентября 2014 | нет                             | Народная партия – Дан Дьяконеску                         |
| Георге Фунар           | 23 сентября 2014 | 24 сентября 2014 | нет                             | нет2                                                     |
| Цолт Жилагьи           | 23 сентября 2014 | 24 сентября 2014 | нет                             | Венгерская народная партия Трансильвании                 |
| Мирел Мирча Амаритей   | 23 сентября 2014 | 24 сентября 2014 | нет                             | Партия PRODEMO                                           |
| Теодор Мелечану        | 23 сентября 2014 | 24 сентября 2014 | нет                             | нет                                                      |

1Так как Либеральная реформистская партия не зарегистрирована, Кэлин Попеску-Тэричану решил выдвигаться как независимый кандидат.

2Так как между Корнелиу Вадимом Тудором и Георге Фунаром aведётся спор о том, кто-же является законным лидером партии «Великая Румыния», Фунар решил выдвигаться как независимый кандидат.

## Голосование

### Первый тур
Голосование в Румынии началось 2 ноября в 7 часов и окончилось в 21 час по местному времени (08:00 и 22:00 по московскому времени, соответственно). Правом голоса обладают 18,2 миллионов человек. На территории страны открылось 18884 избирательных участка. За рубежом было открыто 294 участка, большинство из которых в Италии, Испании, Франции, США и Молдове. За первые три часа в Румынии проголосовало 6,55 % избирателей.

## Результат
По предварительным данным первого тура, Виктор Понта набрал от 38 % до 40 % голосов избирателей, а следом за ним идёт Клаус Йоханнис с 30 %, вследствие чего было объявлено о проведении второго тура. По результатам экзит-поллов второго тура, Виктор Понта получил 50,9 % голосов, а Клаус Йоханнис — 49,1 %. После этого, Понта поздравил Йоханниса с победой, отметив, что «у нас демократическая страна. Народ всегда прав». Таким образом, он признал своё поражение, попутно исключив возможность своей отставки с поста премьер-министра.